# プ (映画)
『プ』は、1995年に山崎幹夫監督、佐藤浩市主演で制作された日本映画。架空の島を舞台に不思議な物語が展開するファンタジーである。撮影は北海道夕張市周辺を中心に行われた。

## スタッフ
- 監督 : 山崎幹夫
- 製作 : 伊東準一、根占克治
- プロデューサー : 西村隆、山崎陽一
- 脚本 : 山崎幹夫
- 撮影 : 圖書紀芳
- 音楽 : 勝井祐二
- 美術 : 上野茂都、佐々木秀明
- 編集 : 吉田博
- 衣装 : 鈴木常之
- 録音 : 川嶋一義、菊池信之
- スクリプター : 天池芳美
- 助監督 : 森崎偏陸
- 照明 : 黒橋隆成、岩崎豊

## キャスト
- キショウレ : 佐藤浩市
- パクチョン : 平常
- シンスケ : 田口トモロヲ
- ツバサ : 荒井紀人
- ヒロミ : 緒川たまき
- ウジャキ婆さん : 北田フサノ
- リリコ : 木村なつみ
- サケノウミ : 大富士
- アカツカサンジ : 大久保鷹
- レイコ : いづな忍（いずな忍）
- コロちゃん : 日野利彦
- レイヴン : 鈴木常吉
- サブ : 今井章信
- サンタ : スズキコージ
- マリア : マイズーラ
- スプーキー : 伊藤康二
- ブルーザー : 小林アキショー
- アキラ : 大木戸真冶
- 孫 : 野中拓也
- 作造じいさん : 笠原徹